# Danailov Peak
Der Danailov Peak (englisch; bulgarisch Данаилов връх Danailow wrach) ist ein 2695 m hoher und vereister Berg im Norden der westantarktischen Alexander-I.-Insel. In den Rouen Mountains ragt er 14 km südsüdwestlich des Mount Paris, 8,5 km westlich des Mednikarov Peak und 6,23 km nordnordöstlich des Pimpirev Peak auf.
Die bulgarischen Geologen Christo Pimpirew und Borislaw Kamenow besuchten ihn am 28. Januar 1988 gemeinsam mit Philip Nell und Peter Marquis vom British Antarctic Survey. Die bulgarische Kommission für Antarktische Geographische Namen benannte ihn 2023 nach Nikolai Danailow, Kapitän des 1984 gebauten bulgarischen Polarforschungsschiffs Sankt Cyril und Methodius.